# アシタノカタチ
『アシタノカタチ』（あしたのかたち）は、2011年1月17日から9月26日まで関西テレビ放送で毎週月曜日の21:54 - 22:00に放送されていたミニ番組。京都建築大学校・京都伝統工芸大学校を運営する学校法人二本松学院の一社提供。

## 内容
あらゆるジャンルで注目を集める、もの作りに携わるクリエーターにスポットを当てる。ナレーションは相武紗季。
オープニングとエンディングではMONKEY MAJIKの『If I Knew』が使用されている。
|    | 放送日        | クリエーター                         |    | 放送日        | クリエーター                 |
| -- | ------------- | ------------------------------------ | -- | ------------- | ---------------------------- |
| 1  | 2011年1月17日 | 西堀耕太郎（京和傘職人）             | 19 | 2011年5月30日 | 奈良井志野（漆作家）         |
| 2  | 2011年1月24日 | 津田友子（陶芸家）                   | 20 | 2011年6月6日  | 大澤知倫・由希子（指物職人） |
| 3  | 2011年1月31日 | ハタノワタル（黒谷和紙アーティスト） | 21 | 2011年6月13日 | 長谷川渉（建築家）           |
| 4  | 2011年2月7日  | 原田裕子（摺師木版デザイナー）       | 22 | 2011年6月20日 | 水口真奈（手描作家）         |
| 5  | 2011年2月14日 | 山下智弘（空間デザイナー）           | 23 | 2011年6月27日 | 森年弘（家具職人）           |
| 6  | 2011年2月21日 | 松本明観（仏師）                     | 24 | 2011年7月4日  | 高井文晴（錫器職人）         |
| 7  | 2011年2月28日 | 野中智史（三味線職人見習い）         | 25 | 2011年7月11日 | 八木隆裕（茶筒職人）         |
| 8  | 2011年3月7日  | 濵崎美香（設計士）                   | 26 | 2011年7月18日 | 戸田直美（木工作家）         |
| 9  | 2011年3月21日 | 若林剛之（和装ディレクター）         | 27 | 2011年7月25日 | 岩崎泰（建築家）             |
| 10 | 2011年3月28日 | 河原尚子（陶板画作家）               | 28 | 2011年8月1日  | 細川秀章（竹工芸職人）       |
| 11 | 2011年4月4日  | 高野夕輝（家具職人）                 | 29 | 2011年8月8日  | 古谷禎朗（木工家）           |
| 12 | 2011年4月11日 | 野口琢郎（箔画作家）                 | 30 | 2011年8月15日 | 佐伯祐（金箔師）             |
| 13 | 2011年4月18日 | 桑山豊章（ファッションデザイナー）   | 31 | 2011年8月22日 | 峠憲明（設計士）             |
| 14 | 2011年4月25日 | 森田一弥（建築家）                   | 32 | 2011年8月29日 | 三宅伸子（地車彫刻師）       |
| 15 | 2011年5月2日  | 野島孝介（靴作家）                   | 33 | 2011年9月5日  | 東端唯（漆芸家）             |
| 16 | 2011年5月9日  | 伊庭拓也（銀細工作家）               | 34 | 2011年9月12日 | 桝谷貴史（施工管理技士）     |
| 17 | 2011年5月16日 | 千田愛子（唐紙師）                   | 35 | 2011年9月19日 | 村田迦奈子（漆作家）         |
| 18 | 2011年5月23日 | 荒井弘（建築デザイナー）             | 36 | 2011年9月26日 | 露木清高（寄木細工職人）     |

## スタッフ
- 制作協力：元気な事務所
- 制作：関西テレビ

## 備考
- 第1回は、前時間帯の番組『大切なことはすべて君が教えてくれた』が初回15分拡大のため、22:09 - 22:15に放送。また3月11日に発生した東北地方太平洋沖地震の影響により、第9回以降の放送がそれぞれ1週繰り下げられた。
- 第11回は映画『HERO』放送、第12回は『笑っていいとも!2011豪華俳優25人★人気芸人が大集合SP!』放送のため、それぞれ23:34 - 23:40に放送。
- 第13回は前時間帯の番組『幸せになろうよ』が初回15分拡大および次時間帯の番組『SMAP×SMAP』との特別編成のため[1]、23:03 - 23:09に放送。
- 第25回は、前時間帯の番組『全開ガール』が初回15分拡大のため、22:09 - 22:15に放送。
- 第36回は『おじゃマップ』放送のため、22:18 - 22:24に放送。